# Tony De Vita
Tony De Vita (Milano, 10 febbraio 1932 – Ospedaletti, 14 gennaio 1998) è stato un pianista, compositore, arrangiatore e direttore d'orchestra italiano, noto al pubblico televisivo per la presenza in numerosi programmi televisivi (Rai e Mediaset) dagli anni sessanta in poi..
Fu autore di oltre cinquecento brani musicali, tra cui numerose sigle televisive (come la sigla italiana della soap opera Quando si ama) e musiche per sceneggiati televisivi e arrangiatore - sin dagli anni cinquanta - di numerosi brani della cantante Mina (come Il cielo in una stanza).

Tra i brani più celebri da lui composti, figura Piano, interpretata da Mina e da Frank Sinatra nella versione in inglese Softly, As I Leave You..
Tra le trasmissioni a cui partecipò, ricordiamo La fiera dei sogni, Senza rete, Diamoci del tu, Tanto piacere, Il mangianote, A modo mio, Domenica in, Fantastico, Hello Goggi.

## Biografia
Tony De Vita nasce a Milano il 10 febbraio 1932.
Dopo il diploma al Conservatorio "Giuseppe Verdi" di Milano, incomincia la propria carriera, esibendosi in prestigiosi locali e piano bar parigini, dove ha l'opportunità di accompagnare al pianoforte anche cantanti famosi quali Johnny Dorelli e Betty Curtis.
Sempre negli anni cinquanta, incomincia la lunga collaborazione con la cantante Mina, con cui registra le prime incisioni alla Italdisc, con la sua orchestra composta da Leonello Bionda alla batteria, Pino Presti al basso, Alberto Pizzigoni ed Ettore Cenci alle chitarre e lo stesso De Vita al pianoforte
Nel 1960 è tra gli autori di Invoco te, interpretata da Gino Latilla e da Miranda Martino, che rimarrà anche l'unica canzone da lui composta che prenderà parte a un Festival di Sanremo. Quell'unica esperienza come autore di brani sanremesi non fu troppo felice, visto che la canzone non raggiunse la finale del Festival di Sanremo 1960.
Nello stesso anno, compone per Mina l'arrangiamento del celebre brano Il cielo in una stanza, scritto da Gino Paoli.
Con l'inseparabile amico, il paroliere Alberto Testa, scrive molti brani e sigle televisive tra cui L'aereo parte, Amicizia e un sorriso, Amore romantico, Amore zodiacale, Anche domani, L'aria del sabato sera, Basta prendo parto volo via, Blues for non stop.
Nel 1962 firma un contratto di collaborazione con la Rai e l'anno seguente partecipa alla sua prima trasmissione televisiva, La fiera dei sogni, gioco a premi condotto da Mike Bongiorno.
Nella seconda metà degli anni settanta, sostituisce Pino Calvi nella direzione dell'orchestra del programma Senza rete.
Seguiranno partecipazioni a vari programmi televisivi Rai, quali Domenica in di Corrado (1978-1979) e Fantastico di Enzo Trapani (1979): di quest'ultimo programma, è anche fra gli autori delle sigle Disco Bambina e L'aria del sabato sera, interpretate rispettivamente da Heather Parisi e da Loretta Goggi.
Nel 1981, è direttore d'orchestra del programma condotto da Beppe Grillo Te la do io l'America. Nell'autunno dello stesso anno, passa a Canale 5 nel programma Hello Goggi, dove lo ritroviamo insieme con Loretta Goggi. Nel 1982 - 1983 dirige ancora per la Rai l'orchestra del varietà di Trapani Fantastico ancora al fianco di Corrado e di Raffaella Carrà, Gigi Sabani e Renato Zero, mentre nel 1984 sempre alla RAI, è di nuovo assieme a Beppe Grillo, nella trasmissione Te lo do io il Brasile..
Nel 1991, in "Tris", è al pianoforte, per accompagnare Wilma Goich per i quiz musicali.
È morto il 14 gennaio 1998, a Ospedaletti (Imperia) all'età di 65 anni.

## Composizioni e arrangiamenti (Lista parziale)

### Brani musicali vari
- Il cielo in una stanza, arrangiamento, cantata da Mina, (1960)
- Invoco te, cantata da Gino Latilla e Miranda Martino, (1960)
- Piano

### Sigle televisive
- Charlie è una lenza, sigla di Domenica in 1979, eseguita da Corrado Mantoni
- Capito?!, sigla di Domenica in 1979, cantata dai Gatti di Vicolo Miracoli
- L'aria del sabato sera, sigla di Fantastico 1979, cantata da Loretta Goggi
- Disco Bambina, sigla di Fantastico 1979, cantata da Heather Parisi
- Sigla italiana di Quando si ama
- Sigla di La storia di Anna

## Trasmissioni televisive (Lista parziale)
- 1963 La fiera dei sogni  (Rai Uno, conduttore: Mike Bongiorno)
- 1971 La freccia d'oro (Rai Uno; conduttori: Pippo Baudo, Loretta Goggi)
- 1974 Il mangianote (Rai Uno - ultime tre puntate trasmesse su Rai Due; conduttore: il Quartetto Cetra)
- 1975 Senza rete  (Rai Uno, conduttori: Alberto Lupo, Lino Banfi, Jenny Tamburi)
- 1978 - 1979 Domenica in (Rai Uno, conduttore: Corrado Mantoni)
- 1979 Fantastico (Rai Uno, conduttori: Loretta Goggi, Beppe Grillo, Heather Parisi)
- 1981 Te la do io l'America (Rai Uno, conduttore: Beppe Grillo)
- 1981 Hello Goggi (Canale 5; conduttrice: Loretta Goggi)
- 1981 Storia di Anna (Rai Uno, regia di Salvatore Nocita) autore della musica
- 1982 Fantastico (Rai Uno, conduttori: Corrado Mantoni, Raffaella Carrà, Gigi Sabani e Renato Zero)
- 1984 Te lo do io il Brasile (Rai Uno, conduttore: Beppe Grillo)
- 1987  Sandra e Raimondo Show Canale 5, conduttori: Raimondo Vianello e Sandra Mondaini
- 1991 Tris (Canale 5, conduttore: Mike Bongiorno)
- 1995/1996 Carramba che sorpresa (Rai 1 con Raffaella Carrà)

## Discografia parziale

### Album
- 1957: Tony De Vita (Astraphon, 198 N.T.)
- 1979: I Dialoghi Di...Tee Dee Life
- 1982: Sacro e Profano
- 1983: Goodbye Concerto (Philips, 814 824-1)

### EP
- 1957: Smile/Ho rubato/Non vedo che te/La più bella del mondo (Astraphon, 1226 E.)